# Вильгельм I Злой
Вильгельм I Злой (итал. Guglielmo I il Malo; 1126 — 7 мая 1166, Палермо) — второй король Сицилии с 1154 года из династии Отвилей. Четвёртый сын Рожера II и Эльвиры Кастильской. После смерти старших братьев стал наследником престола и герцогом Апулии (в 1148 году), коронован как соправитель отца на Пасху 1151 года. Наследовал Рожеру II 26 февраля 1154 года, вторично коронован 4 апреля 1154 года.

## Личность Вильгельма Злого
Четвёртый сын Рожера II, Вильгельм не предназначался отцом для государственной деятельности. В отличие от старших братьев, с юности возведённых в княжеское или герцогское достоинство и управлявших различными частями королевства, Вильгельм не получил от отца земель и титулов. Став после неожиданной смерти старших братьев наследником престола, Вильгельм так и не приобрёл необходимых навыков управления страной. Человек огромной физической силы (современники утверждали, что он гнул подковы и однажды в одиночку поднял полностью нагруженную грузовую лошадь), проявлявший в битвах невиданную отвагу, в мирной жизни он предпочитал проводить время в беседах с мудрецами об искусстве и науках, оставив государственные дела на своих министров.
Современников также поражал образ жизни короля, достойный восточных султанов: в своих загородных дворцах он содержал гаремы и был окружён невиданной роскошью. Склонный к лени и размеренности, Вильгельм I откладывал принятие решений, если существовала возможность этого избежать, никогда не брался за проблемы, которые, по его мнению, могли решиться сами по себе. В случае же, когда его покою и удовольствиям угрожала неотвратимая опасность, Вильгельм I бросал все силы на скорейшее разрешение проблемы, чтобы быстрее вернуться к прежнему образу жизни. В этом случае король проявлял опять-таки восточную жестокость, неумолимо расправляясь с возмутителями спокойствия, что навсегда привязало к его имени прозвище «Злой».
Прижизненных портретов Вильгельма Злого, кроме изображений на монетах, не сохранилось. Есть лишь словесное описание короля в хрониках, представляющее его как очень бледного человека с огромной чёрной бородой, наводившей ужас на современников.

## Смута в королевстве и византийская интервенция (1154—1156)

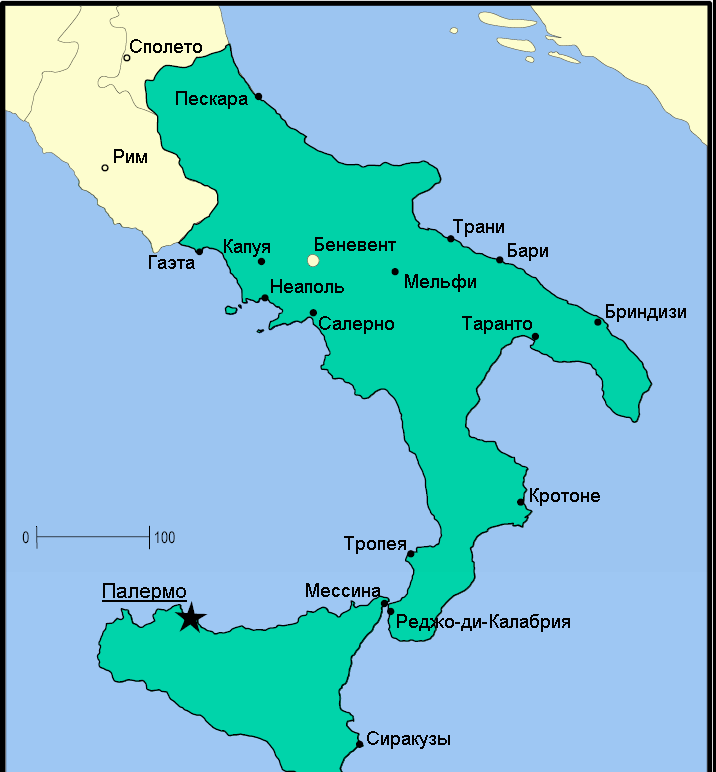
Сицилийское королевство в 1154 году

Полным доверием Вильгельма Злого в государственным делах обладал эмир эмиров Майо из Бари, сын торговца и судьи из Бари, чья деятельность вызывала зависть и злобу баронов, лишившихся доступа к королю. Майо, итальянец по происхождению, занявший пост, ранее всегда принадлежавший греческой общине, демонстративно отстранял от двора норманнских баронов и греков, приближая к себе итальянцев и мусульман. Недовольные бароны Южной Италии вскоре объединились вокруг кузена короля графа Робера де Лорителло, вступившего в переговоры с византийским полководцем Михаилом Палеологом.
Император Мануил I Комнин, справившийся с проблемами на границах собственной империи, но лишившийся со смертью Конрада III союзника на Западе, решил отвоевать для Византии Южную Италию, без помощи иностранных союзников, при поддержке мятежных итальянских баронов. В августе 1155 года византийская армия, объединившись с апулийскими мятежниками, овладела Бари, преимущественно греческим городом, взятым в своё время норманнами после трёхлетней осады в 1071 году. Жители Бари сами открыли ворота византийцам, а сицилийская цитадель в центре города была сравнена с землёй. Успех в Бари окрылил византийскую армию и мятежников: соседние города Трани и Джовинаццо вскоре также были взяты. Основная сицилийская континентальная армия под командованием Асклетина находилась в Кампании и сумела прибыть к месту событий в Апулию только в конце сентября 1155 года и тотчас же была блокирована в Барлетте. Главная битва произошла при Андрии, которую героически защищал от византийцев граф Ришар Андрийский. Тем не менее, Андрия пала, а её граф был убит на поле боя.

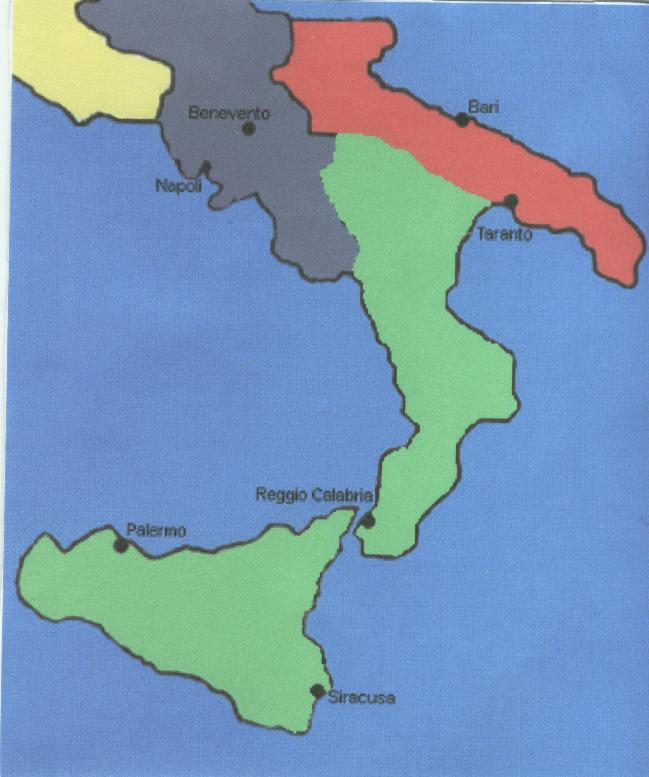
Южная Италия к концу 1155 года. Розовым обозначены области, занятые византийцами, серым — контролируемые папой Адрианом IV, зелёным — сохранившие верность Вильгельму Злому

В сентябре 1155 года сторону византийцев принял папа Адриан IV, также вторгшийся с армией на территорию королевства. Вернувшийся из многолетнего изгнания князь Роберт II Капуанский вновь получил Капую из рук папы, поддержавшие его бароны один за другим признали сюзереном Адриана IV. К концу 1155 года из всех материковых владений под контролем Вильгельма Злого осталась лишь Калабрия. В Апулии было восстановлено византийское господство, Кампанию контролировал Адриан IV и присягнувшие ему бароны.
Между тем, находившийся на Сицилии Вильгельм I бесстрастно наблюдал за потерей континентальных владений. Из состояния апатии его вывел начавшийся уже на Сицилии баронский мятеж в Бутере и волнения в Палермо, участники которых требовали изгнания Майо из Бари. Вильгельм I, собрав армию, приступил к Бутере, защитники которой не ожидали королевского нападения и поэтому были вынуждены сдаться на милость короля. Мятежникам сохранили жизнь и имущество, но приговорили к изгнанию из страны. Теперь Вильгельм был готов начать войну на континенте.

## Восстановление власти Сицилийского королевства на континенте
В апреле 1156 года армия и флот Вильгельма I встретились в Мессине, откуда предполагалось начать наступление на континент. Вызванный в Мессину Асклетин был осуждён за своё бездействие и брошен в тюрьму, где затем и умер, а его имения были конфискованы.
В конце апреля армия Вильгельма I переправилась в Калабрию, откуда стремительным маршем двинулась в Апулию. Флот короля из Мессины отплыл к Бриндизи, последнему городу Апулии, не покорившемуся византийцам. Командующий византийской армией Иоанн Дука (его предшественник Михаил Палеолог к этому моменту умер) овладел городом, но не смог взять внутреннюю цитадель. К тому же норманнские бароны во главе с Робером де Лорителло рассорились с греками и ушли из Бриндизи, а вслед за ними из греческой армии дезертировали не получившие желаемой прибавки к жалованию наёмники. Сицилийский флот блокировал выход из гавани, армия Вильгельма I осадила город, и остатки византийской армии и флота оказались блокированы в Бриндизи. В последовавшей кровопролитной битве 28 мая 1156 года греки были уничтожены. Вторжение 1155—1156 годов было последней попыткой Византии вернуть себе утерянные южноитальянские владения, никогда более византийские армия и флот не вторгались на Апеннинский полуостров.
Освободив Бриндизи, Вильгельм I стремительно бросился к Бари. Жители города, годом ранее перешедшие на сторону Византии и брошенные ею на произвол судьбы, умоляли короля о пощаде. Вильгельм, указав им на разрушенную сицилийскую цитадель, отказал им в милости. Дав горожанам два дня на спасение имущества, Вильгельм I на третий день полностью разрушил Бари, сохранив только собор св. Николая и несколько храмов.
Из Бари Вильгельм I двинулся в Кампанию. Робер де Лорителло с частью мятежных баронов бежали под защиту папы, другие же были брошены в тюрьмы и лишены фьефов. По сообщениям Гуго Фальканда, король приказал бросить пленных баронов в яму со змеями, а их жён и дочерей отправили в гарем или принудили к занятию проституцией. Князь Роберт II Капуанский, со времён Рожера II бывший одним из самых упорных противников королевской власти, был в цепях послан в Палермо, где его ослепили и обрекли на пожизненное заключение.

## Беневентский договор 1156 года с папой
Адриан IV предпочёл избежать открытой войны с Вильгельмом I и 18 июня 1156 года заключил с ним мирный договор в Беневенто. Вильгельм I принёс Адриану IV вассальную присягу и признал власть папы в церковных делах в своих континентальных владениях. Это были единственные уступки торжествующего короля. Впервые со времён Иннокентия II, преемники которого предпочитали забывать о папском одобрении создания Сицилийского королевства, папа официально признал Вильгельма I королём Сицилии, герцогом Апулии и князем Капуи. Земли в Абруцци и Марке, завоёванные сыновьями Рожера II после 1139 года, были признаны частью Сицилийского королевства. Адриан IV признал за Вильгельмом I легатские полномочия на Сицилии, унаследованные сицилийскими королями от Рожера I. Папа отказался от прав направлять на Сицилию других легатов и принимать жалобы от сицилийского духовенства. За королём было закреплено право утверждать епископов на острове и принимать окончательное решение о разрешении или запрещении сицилийскому духовенству выезжать в Рим по вызову папской курии.
Беневентский договор 1156 года стал самой громкой победой Отвилей над папством. Оставаясь формально папским вассалом, Вильгельм I окончательно установил границу между своими владениями и Папской областью, сохранившуюся без изменений вплоть до 1861 года, и добился почти безграничной власти над сицилийской церковью.

## Потеря владений в Северной Африке
Война с Византией и неурядицы в Апулии стали причиной потери Сицилийским королевством владений в Северной Африке. В 1156 году восстал Сфакс, его примеру последовала Джерба, в 1159 году власть сицилийцев была свергнута в Триполи. Немногочисленное христианское население этих городов было вырезано или бежало в Махдию — последний оплот Сицилийского королевства на севере Африки.
20 июня 1159 года Махдия была блокирована с моря и суши силами империи Альмохадов. Попытка сицилийского флота прорвать блокаду оказалась неудачной, после чего город был оставлен Вильгельмом I и Майо из Бари на произвол судьбы. Убедившись в том, что помощь с Сицилии не придёт, гарнизон Махдии капитулировал 11 января 1160 года.
Северо-африканские владения были потеряны Майо практически без боя, так как они перестали его интересовать. В центре внимания Майо находились сложные переговоры с папой и ломбардскими городами, положившие начало будущей Ломбардской лиге. Переключившись во внешней политике на противостояние с Фридрихом Барбароссой в Италии, Майо не пожелал жертвовать силами страны на удержание ставших бесполезными опорных пунктов в Северной Африке.

## Политический кризис 1160—1161 годов

### Убийство Майо
После окончания смуты на полуострове в 1156 году и расправы над мятежниками Вильгельм I вновь самоустранился от политической жизни, проводя полную лености и неги жизнь в своих дворцах. Фактически власть находилась в руках Майо из Бари и его приближённых крещёных арабов-евнухов, что возбудило недовольство среди аристократии и духовенства. В скором времени недовольные объединились вокруг Маттео Боннеллюса, предполагаемого зятя Майо, пользовавшегося его безграничным доверием. 10 ноября 1160 года Майо, возвращавшийся почти без охраны от архиепископа Палермо Гуго, был убит Боннеллюсом и его соучастниками. Убийцы, боясь возможных последствий своего поступка, бежали из Палермо в замок Каккамо. Но растерявшийся Вильгельм I, не представлявший истинных размеров заговора, предпочёл не наказывать убийц, а помириться с ними. Боннеллюс, приобретший среди аристократии и горожан Палермо огромную популярность, вернулся в Палермо, был принят королём и занял высокое положение при дворе.

### Мартовские события 1161 года
Тем не менее, заговорщики не доверяли прощению короля и решили устранить его. Проникнуть в хорошо охраняемый мусульманской стражей дворец заговорщики не могли. Поэтому 9 марта 1161 года заговорщики, подкупив одного из стражников тюрьмы, находившейся прямо во дворце, сумели освободить находившихся там участников мятежа 1155—1156 годов. Освобождённые пленники, в числе которых находились внебрачный сын Рожера II Симон и племянник Вильгельма Танкред де Лечче, сумели взять под контроль дворец и впустить в него своих союзников. Вильгельм I, его жена и дети были взяты под стражу, дворцовая стража и приближённые к королю евнухи — перебиты. Дворец был разграблен, многие бесценные произведения искусства, в том числе серебряная планисфера аль-Идриси, исчезли. Известие о перевороте привело к первым в истории Сицилийского королевства погромам мусульман.
Заговорщики объявили о низложении Вильгельма I и о возведении на трон его девятилетнего сына Рожера. Между тем, горожане и духовенство, видя бесчинства заговорщиков, отказались поддержать их. 11 марта 1161 года высшее духовенство, в том числе архиепископ Салерно Ромуальд и епископ Сиракуз Ричард Палмер, призвали горожан освободить Вильгельма I из-под стражи. Теперь уже заговорщики оказались в ловушке и умоляли Вильгельма I о пощаде. Всё ещё находясь в их руках, Вильгельм I поклялся не преследовать их и, выйдя на балкон, призвал горожан пропустить без вреда бегущих мятежников. После бегства мятежников в Каккамо Вильгельм I вновь обрёл свободу и власть.
Попытка переворота дорого обошлась королю. В суматохе 11 марта 1161 года погиб от шальной стрелы его старший сын Рожер, причём недоброжелатели короля, в том числе его хронист Гуго Фальканд, приписали смерть ребёнка самому Вильгельму, якобы не простившему сына за то, что он стал невольным знаменем переворота. Огромные богатства, накопленные предшественниками Вильгельма Рожером I и Рожером II, были разграблены. Было перебито большинство палермских мусульман, традиционно близких ко двору Отвилей. К тому же в первое время после мартовских событий Вильгельм вновь был вынужден заигрывать со своими несостоявшимися убийцами, укрывшимися в Каккамо.

### Расправа над мятежниками на Сицилии
Прибытие армии и флота из Мессины позволило Вильгельму разрешить кризис. Мятежники сдались и в большинстве своём были изгнаны. Боннеллюс, вновь выторговавший себе прощение и самонадеянно вернувшийся ко двору в Палермо, вскоре был арестован. Его сторонники вновь пытались поднять восстание, но теперь были легко разбиты. На этот раз, полностью овладевший ситуацией Вильгельм I жестоко расправился со своими противниками: одни были казнены, другие, в том числе Боннеллюс, искалечены и осуждены на пожизненное заключение.

## Окончание царствования
Последовавшие вслед за попыткой мартовского переворота 1161 года мятежи недовольных баронов были подавлены Вильгельмом I с необычайной жестокостью. На Сицилии города Пьяцца и Бутера, давшие приют бежавшим сторонникам Боннеллюса, были взяты и разрушены королём в течение 1161 года. На континенте, умиротворённом королевской армией в 1162 году, схваченных бунтовщиков вешали, топили, калечили, а на мятежные города и области накладывались штрафы — «искупительные деньги». Столица Апулии Салерно, в 1161 году вставший на сторону мятежных баронов, тоже должен был быть разрушен по приказу Вильгельма. Архиепископ Салерно Ромуальд утверждает в своей хронике, что город был спасён Апостолом Матфеем, своим покровителем, пославшим посреди ясного дня страшную бурю на королевский лагерь.

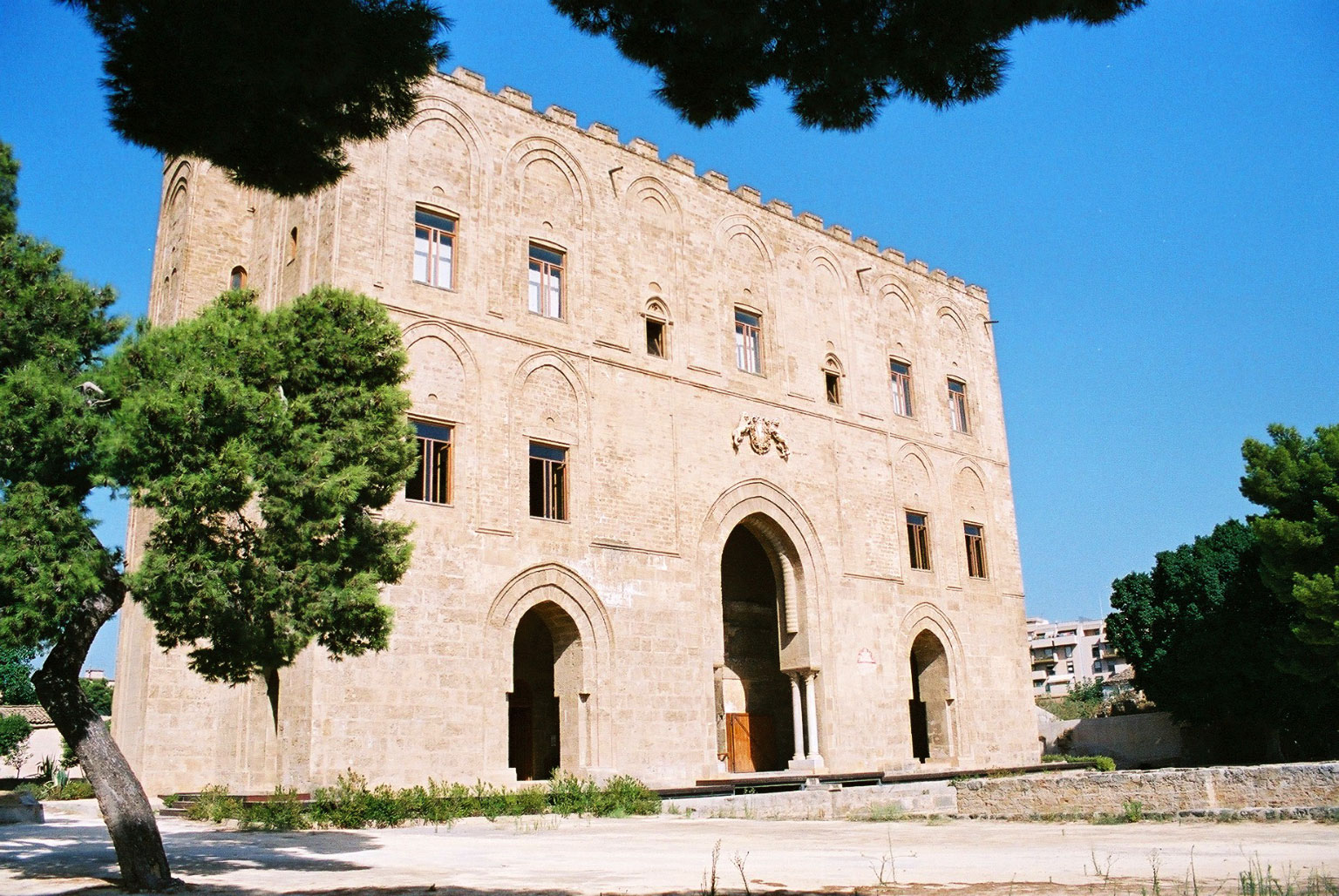
Дворец Вильгельма Злого в Зиза

Во время пребывания на континенте в 1162 году Вильгельм оставил своим наместником на Сицилии крещёного евнуха Мартина. Мартин и его друзья, бывшие или настоящие мусульмане, развернули на острове настоящий террор, мстя христианам за мусульман, погибших во время мартовского переворота 1161 года и последовавшего за ним мятежа сторонников Боннеллюса. Жертвой террора стал преемник Майо из Бари Генрих Аристипп, обвинённый в том, что в марте 1161 года похитил для себя нескольких женщин из королевского гарема, и умерший в заключении. Разрастание межрелигиозной вражды, невиданной на Сицилии со времён Рожера I, было остановлено только возвращением Вильгельма I в Палермо летом 1162 года.
Конфискации имущества мятежников и «искупительные деньги» позволили Вильгельму I возместить ущерб, нанесённый казне кризисом 1160—1161 годов. Враги короля были или изгнаны, или репрессированы, или запуганы.
Последние годы царствования короля (1163—1166), как, впрочем, и царствование его сына Вильгельма II, были временем спокойствия и процветания. После 1162 года Вильгельм I вновь отстранился от власти, предаваясь наслаждениям в восточном духе. Наиболее любимой его резиденцией был дворец Циза, построенный по его приказу недалеко от Палермо и являющийся интересным памятником норманнской светской архитектуры.

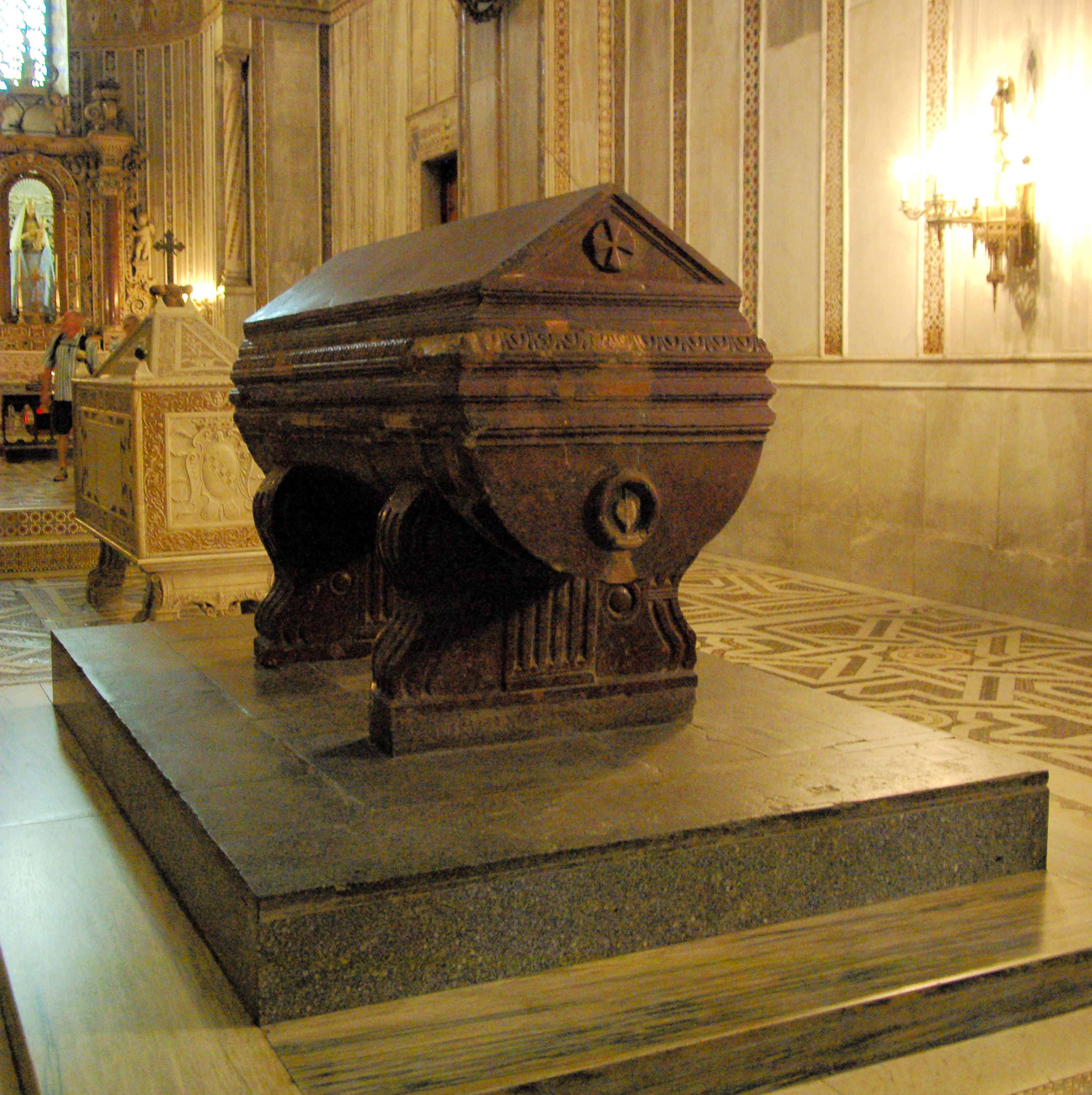
Саркофаг Вильгельма I Злого (Монреале, около 1183 года)

Вильгельм I скончался от дизентерии в Палермо 7 мая 1166 года. Он был первоначально погребён в Палатинской капелле в Палермо. После окончания строительства собора в Монреале тело Вильгельма I было перенесено туда и помещено в роскошном порфировом саркофаге.

## Семья и дети
Вильгельм I был женат (около 1150 года) на Маргарите Наваррской (+1182), дочери Гарсии VI Восстановителя, короля Наварры (1134—1150). Известно о, как минимум, трёх сыновьях от этого брака:
1. Рожер (1152-11 марта 1161), герцог Апулии, убит во время мартовского переворота 1161 года.
2. Вильгельм II Добрый (1154-18 ноября 1189), король Сицилийского королевства с 1166 года.
3. Генрих (1159—1171), князь Капуи.

Вильгельм I имел одну внебрачную дочь Марину, вышедшую замуж за адмирала Маргарита из Бриндизи.